# Komuna e Lekajt
Komuna e Lekajt är en kommun i Albanien.   Den ligger i prefekturen Qarku i Tiranës, i den centrala delen av landet, 27 km sydväst om huvudstaden Tirana.
Trakten runt Komuna e Lekajt består till största delen av jordbruksmark.  Runt Komuna e Lekajt är det tätbefolkat, med 308 invånare per kvadratkilometer.